# کیم بلک
کیم بلک (به انگلیسی: Kim Black) (زادهٔ ۳۰ سپتامبر ۱۹۷۸) شناگر اهل ایالات متحده آمریکا است.